# Piotr Sawicki (fotograf)
Piotr Sawicki (ur. 19 maja 1948 w Białymstoku) – polski artysta fotograf. Członek rzeczywisty Związku Polskich Artystów Fotografików. Członek Zarządu Okręgu Północno-Wschodniego ZPAF. Członek Białostockiego Towarzystwa Fotograficznego.

## Życiorys
Piotr Sawicki absolwent Wyższej Szkoły Inżynierskiej w Białymstoku (1970), związany z podlaskim środowiskiem fotograficznym, mieszka i tworzy w Białymstoku – fotografuje od połowy lat 60. XX wieku. Szczególne miejsce w jego twórczości zajmuje fotografia architektury, fotografia dokumentalna (w dużej części Białegostoku i okolic), fotografia krajobrazowa, fotografia kreacyjna, fotografia lotnicza (od 1978), fotografia reportażowa, fotografia socjologiczna, społeczna, fotografia teatralna oraz fotomontaż. 
Piotr Sawicki jest autorem oraz współautorem wielu wystaw fotograficznych; indywidualnych, zbiorowych – w Polsce i za granicą oraz poplenerowych. Jest organizatorem, współorganizatorem i uczestnikiem wielu plenerów fotograficznych. W latach 1968–1974 był fotoreporterem Centralnej Agencji Fotograficznej, w latach 1974–1984 współtworzył miesięcznik literacki Kontrasty. Od 1978 był członkiem Zarządu Białostockiego Towarzystwa Fotograficznego. W 1981 roku został przyjęty w poczet członków Związku Polskich Artystów Fotografików (legitymacja nr 560), w którym obecnie pełni funkcję skarbnika Okręgu Północno-Wschodniego ZPAF (kadencja 2017–2020). W 1989 roku był współtwórcą APA Studio oraz Classic Studio.
Piotr Sawicki za twórczość fotograficzną i działalność na rzecz fotografii otrzymał stypendium Ministerstwa Kultury i Sztuki (1982), został uhonorowany Nagrodą Twórczą Wojewody Podlaskiego oraz tytułem honorowym Białostoczanin Roku (1987), Nagrodą Prezydenta Miasta Białegostoku (1995), Nagrodą Marszałka Województwa Podlaskiego (2008), Nagrodą Ministerstwa Kultury i Dziedzictwa Narodowego (2007 oraz 2010). Otrzymał stypendium Prezydenta Białegostoku na realizację projektu Widy Goroda Biełastoka 2010. W 2017 roku został odznaczony Brązowym Medalem „Zasłużony Kulturze Gloria Artis" przyznanym przez Ministra Kultury i Dziedzictwa Narodowego Piotra Glińskiego. 
Fotografie Piotra Sawickiego mają w swoich zbiorach Zbiory Sztuki w Watykanie, Muzeum Historii Fotografii im. Walerego Rzewuskiego w Krakowie, Fototeka ZPAF, Muzeum Podlaskie w Białymstoku.

## Odznaczenia
- Brązowy Medal „Zasłużony Kulturze Gloria Artis" (2017)[13][6];

## Wybrane wystawy indywidualne
- Prawosławie w Polsce (Hajnówka, Wrocław, Lubin, Białowieża 2009);
- Pod pięknym niebem – Galeria Slendzińskich (Białystok 2011);
- Muzeum Historii Fotografii (Kraków 2012);

Źródło.

## Wybrane wystawy zbiorowe
- Interpressphoto;
- Małe formaty;
- Biennale plakatu;
- Biennale krajobrazu;
- I Ogólnopolski Przegląd Fotografii Socjologicznej;
- Bielsko-Biała (1980);
- Satyrykon (Legnica 1980);
- Złocisty Jantar;
- FotoArt Festiwal (Bielsko-Biała 2005);
- Polskie Prawosławie (Moskwa 2005);
- Polska lat 70. (Warszawa 2009);
- Gdzie Jesteśmy? – Stara Galeria ZPAF (Warszawa 2008);
- Podlasie – parkan Pałacu Branickich (2009);
- XX Lat Galerii Fotografii B&B (Bielsko-Biała 2012);

Źródło.

## Publikacje (albumy)
- Białystok moje miasto (1984);
- Wizna - album poświęcony Janowi Pawłowi II (1991);
- Białystok (1994);
- Białystok (1998);
- Białystok na progu XXI wieku (2001);
- Podlasie. Między niebem a ziemią – Wrota Podlasia;
- Prawosławie w Polsce (2008)[6];
- Piotr Sawicki Fotografie (2011)[14][15];

Źródło.